# Ham Fisher

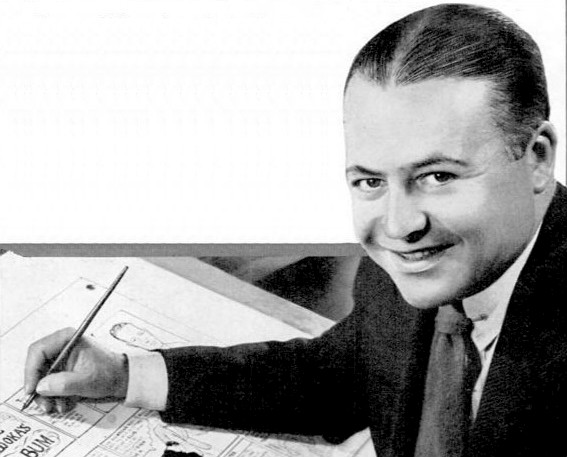
Foto de un anuncio de la página 37 del número del 30 de enero de 1939 de la revista estadounidense Life.

Ham Fisher (Hammond Edward Fisher, Wilkes-Barre, Pensilvania; 24 de noviembre de 1900/1901-27 de diciembre de 1955) fue un historietista y humorista gráfico estadounidense. Es conocido sobre todo por su tira de prensa Joe Palooka, que empezó a publicarse en 1930 y fue catalogada como una de las cinco mejores de los años 30 y 40. 
Ham Fisher abandonó la escuela a la edad de 16 años para trabajar como vendedor ambulante y conductor de camiones. Estos trabajos los realizó antes de encontrar empleo como reportero y vendedor de Wilkes-Barre Récord, para luego pasar a un puesto de trabajo en el "New York Daily News".

## Joe Palooka
En 1920, Fisher presentó un cuaderno de muestra de "Joe Palooka" (entonces titulado "Joe the Dumbbell"), pero no fue capaz de atraer el interés. En 1927, trabajaba como vendedor ambulante para la compañía McNaught Syndicate que ofertaba columnas y tiras cómicas a los periódicos norteamericanos. Aprovechaba esta labor para ofrecer su creación que aún no tenía editor.
En 1928, después de haber asegurado más de 20 ventas, incluyendo una al "Daily Mirror" de Nueva York, Fisher insistió por su creación a sus gerentes en McNaught, que decidieron darle una oportunidad a Joe Palooka. La tira cómica pronto se convirtió en un éxito nacional. El cómic ingresó a la cultura popular al convertir la palabra "Palooka" como sinónimo de un boxeador que carece de gracia o habilidad, aunque el personaje de Joe Palooka fue el campeón de pesos pesados. Una docena de adaptaciones cinematográficas de bajo presupuesto de Joe Palooka aparecieron desde la década de 1930 a 1950. Los libros de historietas cuyo protagonista es Joe Palooka comenzaron en 1933 y continuaron hasta la década de 1950.

## Conflicto con Al Capp
Buscando ayudantes para trabajar en la tira, Fisher contrató (entre otros) a Al Capp, que más tarde alcanzó la fama como escritor y dibujante de "Li'l Abner". Mientras trabajaba como escritor "fantasma" para Joe Palooka, Capp afirmó haber creado la historia sobre un montañés (hillbilly) musculoso y estúpido llamado "Big Levítico", que era un prototipo obvio para el personaje de Li'l Abner. Cuando Al Capp renunció a Joe Palooka en 1934 para lanzar su propia tira, Fisher les habló mal de él a los colegas y editores, alegando que Capp había robado su idea respecto de ese personaje. Durante años, Fisher traería los montañeses (hillbillies) de vuelta a su tira, presentándolos como "los personajes originales" y aconsejaba a sus lectores a no ser "engañados por las imitaciones". Historiadores del cómic como Denis Kitchen y Michael Schumacher, han señalado que no existe una respuesta definitiva a la pregunta de quién creó a los hillbillies, pero que no hay duda que Capp diseñó y escribió muchas tiras de Joe Palooka.
Durante mucho tiempo se ha dado por sentado que los personajes de Joe Palooka eran las creaciones de Capp mientras que eran en realidad de Fisher, y que la negación después de Fisher de la participación de Capp en la tira fue el resultado de celos profesionales. 
El conflicto Capp-Fisher era bien conocido en los círculos de las caricaturas, y se convirtió en personal y vitriólico cuando la tira de Al Capp eclipsó a Joe Palooka en popularidad. En la década de 1930, en sustitución de Capp, Fisher contrató al principal asistente de Capp, Moe Leff, junto con Phil Boyle y un rotulista. Los tres continuaron trabajando para Fisher durante dos décadas. Fisher, Leff y Boyle colaboraron en el arte, con Leff dibujando las figuras y Fisher haciendo las cabezas. Leff también contribuyó a las secuencias de comandos de la tira.
Después de que Fisher se sometió a una cirugía plástica, Capp incluyó un caballo de carreras en "Li'l Abner" con el nombre de "Ham's Nose Bob" una clara alusión satírica a su contrincante. Participando de los mismos círculos profesionales, los dos hombres se dedican a una venganza mutua de 20 años, como fue descrito en 1998 por Jay Maeder en el "Daily News": "Se cruzaron a menudo, en los bares del centro como en los banquetes de National Cartoonists Society, y las columnas de chismes de la ciudad estaban llenas de sus enfrentamientos públicos a gruñidos".

## Represalias
En 1950, Capp escribió un artículo para "The Atlantic" titulado "I Remember Monster" (Recuerdo al monstruo). El artículo rememoraba los días en que Capp trabajaba para un "benefactor" anónimo con una personalidad miserable, que Capp afirmó era una fuente inagotable de inspiración, cuando llegó el momento de crear un nuevo villano para su tira cómica.
Fisher respondió torpemente, acusando falsamente a Capp de incluir obscenidades en su tira cómica. Presentó ejemplos de "L'il Abner" al United Feature Syndicate y  los tribunales de Nueva York, Fisher afirmó que imágenes pornográficas estaban escondidas en el  arte de la tira. Capp refutó la acusación simplemente mostrando las tiras impresas originales. El amigo de Fisher Morris Weiss rememora: "Lo que Ham Fisher hizo fue tomar un montón de tiras de "L'il Abner" que eran sugestivas. En un caso, cortó el extremo de una tira, lo que hizo que se vea más sugerente que otras. No incluyó otros artes en las tiras ... La historia que Ham manipuló la obra provenía de Al Capp, por supuesto". El hermano de Capp, Elliot Caplin, recuerda las tiras manipuladas como si hubieran sido dibujadas, con adiciones de líneas y sombras destinadas para simular partes del cuerpo.
Cuando en 1954, Capp estaba solicitando una licencia de televisión en Boston, la Comisión Federal de Comunicaciones recibió un paquete anónimo de dibujos pornográficos de L'il Abner. La Sociedad Nacional de Caricaturistas, una organización que Fisher había ayudado a fundar, convocó a una audiencia de ética, y Fisher fue expulsado. Hasta la fecha, Ham Fisher es el único hombre sancionado por "conducta impropia de un dibujante". Por la misma época, la mansión de Fisher en Pleasant Prairie, Wisconsin fue destruida por una tormenta.   

## Muerte
El 27 de diciembre de 1955, Fisher salió de su casa hacia el estudio de Moe Leff, que Fisher había estado usando. Fisher llamó por teléfono a su madre poco después de la 1 de la tarde, en lo que la policía denomina una conversación "sentimental". Más tarde en la noche, la preocupada mujer de Fisher le pidió a Weiss pasar por el estudio, donde el cuerpo de Fisher fue descubierto poco después de las 21:00. Notas encontradas por la policía indicaron que Fisher estaba abatido por su mala salud y planificó tomar una sobredosis de medicamentos. Un testamento redactado semanas antes de su muerte dejó un patrimonio de 2,5 millones de dólares a su esposa Marilyn y su hija Wendy.
La pelea entre Fisher y Capp, y el suicidio de Fisher, fue novelado con los nombres cambiados y muchos detalles alterados en la novela "Strip for Murder" de Max Allan Collins.